# Bohunka z Rožmberka
Bohunka z Rožmberka (17. března 1536 – 17. listopadu 1557 Horšovský Týn) byla česká šlechtična z poslední generace rodu Rožmberků. Jejími rodiči byli Jošt III. z Rožmberka a jeho druhá manželka Anna z Rogendorfu.
Dne 15. ledna[zdroj?] nebo 19. ledna 1556 se v Českém Krumlově provdala za nejvyššího purkrabího Českého království Jana IV. (mladšího) Popela z Lobkovic a na Horšovském Týně (8. listopad 1510 – 12. duben 1570, Praha-Hradčany). Stala se jeho druhou ženou.